# Patricio Maldonado
Hernán Patricio Maldonado Díaz (Santiago, Chile, 25 de marzo de 1985) es un exfutbolista chileno que jugaba de mediocampista.

## Trayectoria
Se ha desempeñado a lo largo de su carrera como volante de corte no sin sufrir varias complicaciones durante su carrera, como un inusual desmayo en un entrenamiento de Colo-Colo o una grave fractura cuando defendía los colores de Deportes Temuco.

## Clubes
| Club                      | País  | Año       |
| ------------------------- | ----- | --------- |
| Colo-Colo                 | Chile | 2004      |
| Universidad de Concepción | Chile | 2005      |
| Colo-Colo                 | Chile | 2006      |
| Unión San Felipe          | Chile | 2007      |
| Municipal Iquique         | Chile | 2008-2009 |
| San Luis de Quillota      | Chile | 2011      |
| Deportes Temuco           | Chile | 2012      |